# Zákon o zdravotních službách
Zákon č. 372/2011 Sb., o zdravotních službách a podmínkách jejich poskytování
především určil vzájemná práva a povinnosti poskytovatelů zdravotních služeb a pacientů. Stanovil také povinnosti poskytovatelů zdravotních služeb vůči správním orgánům, i dalším subjektům. Určil podmínky pro získání oprávnění k poskytování zdravotních služeb bez ohledu na to, zda je poskytuje stát, kraj, obec, církev nebo soukromý vlastník. Zákon zavedl nové právní instituty, z nichž některé vyplývají z Úmluvy o lidských právech a biomedicíně, jako např. dříve vyslovená přání pacientů.
Část prováděcích právních předpisů a specifických zdravotních služeb definují další zákony. Příkladem těchto služeb jsou asistovaná reprodukce, sterilizace, kastrace, změna pohlaví, genetická vyšetření, ověřování nových lékařských postupů dosud nezavedených v klinické praxi, posudková péče, pracovně lékařské služby, lékařské ozáření, ochranné léčení a nově též protialkoholní a protitoxikomanická záchytná služba. Příklady navazujících zákonů jsou uvedeny níže.

## Historie
Zákon o zdravotních službách nahradil zákon o péči o zdraví lidu (20/1966 Sb.), který upravoval zejména právní vztahy mezi zdravotníky a pacienty a právní povinnosti při poskytování zdravotní péče. Současně tento zákon nahradil i 20 let starý zákon č. 160/1992 Sb., o zdravotní péči v nestátních zdravotnických zařízeních, který po roce 1990 zakotvil možnost provozování soukromých zdravotnických praxí a stanovil podmínky pro jejich působení. Zákon také nahradil celkem 28 do té doby platných právních předpisů.